# Мэри Брайан
Мэ́ри Бра́йан (англ. Mary Brian; 17 февраля 1906, Корсикана, Техас — 30 декабря 2002, Дель-Мар, Калифорния) — американская киноактриса-долгожительница.

## Биография
Луиза Бирди Дэнцлер (настоящее имя актрисы) родилась 17 февраля 1906 года в городке Корсикана, штат Техас, в семье Торренса Дж. Дэнцлера (1869—1906, умер спустя месяц после рождения дочери) и Луизы Б. Дэнцлер (1876—1973). Старший брат — Торренс Дж. Дэнцлер-младший (1903—1973).
В связи с безвременной кончиной отца семейства, вскоре после рождения Луизы семья переехала в Даллас (Техас), а затем в Лонг-Бич (Калифорния). Там в 16-летнем возрасте Луиза впервые приняла участие в местном конкурсе красоты, где была замечена одним из членов жюри, актрисой Эстер Рэлстон, которая предложила девушке пройти собеседование с режиссёром Бреноном Гербертом, и тот сразу дал юной красавице заметную роль в готовящемся фильме «Питер Пэн». Интересно, что сама Рэлстон в этой ленте сыграла маму героини Луизы Дэнцлер, хотя их разница в возрасте составляла всего 4 года. Дружба двух актрис сохранилась на всю жизнь. Студия Famous Players-Lasky, которая снимала «Питера Пэна», выбрала для Луизы новое имя — Мэри Брайан, которое и осталось с ней на всю жизнь.
Итак, в 1924 году зрители впервые увидели на экранах новую актрису, Мэри Брайан. В 1926 году она была выбрана одной из 13 молодых актрис, которым прочили «звёздное» будущее — WAMPAS Baby Stars. До 1932 года Брайан работала на Paramount Pictures, затем не обременяла себя контрактами, работая на разные студии. В 1936 году уехала в Великобританию, где в течение одного года снялась в трёх фильмах. После двух лент 1937 года в карьере актрисы наступило затишье: следующий раз она появилась на экранах лишь в 1943 году, и в дальнейшем снималась очень редко. В 1952 году дебютировала на телевидении в одном эпизоде сериала «Неожиданное». Всего за 30 лет кино-карьеры Мэри Брайан появилась в 78 фильмах и 2 сериалах.
Во время Второй мировой войны поддерживала американских солдат, путешествуя с выступлениями по Европе и Океании, а Рождество 1944 года встретила плечом к плечу с бойцами, участвовавшими в тот момент в Арденнской операции.
В 1960 году удостоилась звезды на Голливудской аллее славы (1559, Вайн-стрит) за вклад в киноиндустрию.
В апреле 1973 года пережила тяжёлое потрясение: с разницей в три дня скончались её 97-летняя мать и 70-летний брат.
Мэри Брайан скончалась 30 декабря (по другим данным — 29 декабря) 2002 года в городе Дель-Мар, Калифорния, на 97-м году жизни. Похоронена на кладбище Голливуд-Хиллз.

### Личная жизнь
Будучи весьма привлекательной девушкой, Мэри Брайан регулярно получала серьёзные знаки внимания от поклонников, в том числе таких именитых как Кэри Грант и Джек Пикфорд. Тем не менее она предпочла выйти замуж за художника Джона Уиткомба, однако её первый брак окончился разводом уже спустя три месяца (по другим данным — шесть недель) после свадьбы, сыгранной 4 мая 1941 года. Вторым и последним мужем актрисы стал кино-монтажёр Джордж Томасини, с которым она прожила с 1947 года до самой его смерти в 1964 году.

## Избранная фильмография

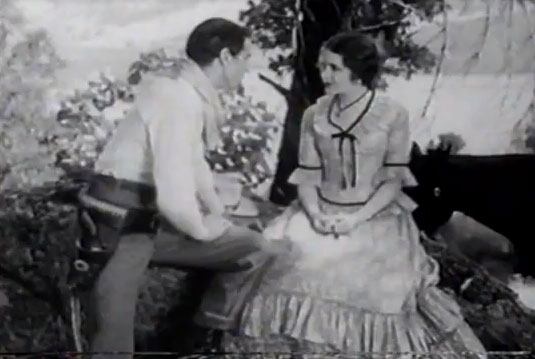
С Гэри Купером в фильме Вирджинец (фильм, 1929).

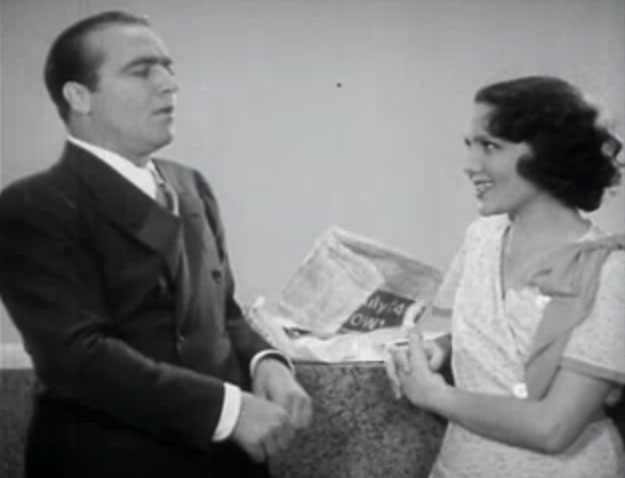
С Холл, Джеймс (актёр) в фильме Манхэттенская башня (фильм).

- 1924 — Питер Пэн / Peter Pan — Венди Дарлинг
- 1925 — Авиапочта / The Air Mail — Минни Уэйд
- 1926 — Браун из Гарварда[англ.] / Brown of Harvard — Мэри Эбботт
- 1926 — Красавчик Жест[англ.] / Beau Geste — Изабель Риверс
- 1929 — Мужчина, которого я люблю[англ.] / The Man I Love — Селия Филдс
- 1929 — Вирджиниец[англ.] / The Virginian — Молли Старк Вуд
- 1930 — Армейский парад[англ.] / Paramount on Parade — Любимая (в эпизоде «Девушка мечты»)
- 1930 — Королевская семья Бродвея / The Royal Family of Broadway — Гвен Кавендиш
- 1931 — Капитан Эпплджек[англ.] / Captain Applejack — Поппи Фэйр
- 1931 — Первая полоса / The Front Page — Пегги Грант
- 1932 — Благословенное событие[англ.] / Blessed Event — Глэдис Прайс
- 1932 — Манхэттенская башня[англ.] / Manhattan Tower — Мэри Гарпер
- 1933 — Мир сошёл с ума / The World Gone Mad — Диана Кромвель
- 1933 — Год спустя[англ.] / One Year Later — Молли Коллинс
- 1934 — Ночи Монте-Карло[англ.] / Monte Carlo Nights — Мэри Вернон
- 1935 — Чарли Чан в Париже / Charlie Chan in Paris — Иветт Ламартин
- 1935 — Человек на летающей трапеции[англ.] / Man on the Flying Trapeze — Хоуп Вулфингер
- 1936 — Расточитель[англ.] / Spendthrift — Сэлли Бэрнэби
- 1936 — Удивительное приключение Эрнеста Блисса[англ.] / The Amazing Quest of Ernest Bliss — Франсис Клейтон
- 1937 — Дела Кэппи Рикса[англ.] / Affairs of Cappy Ricks — Франсис Рикс
- 1947 — Сети зла[англ.] / Dragnet — Энн Хоган
- 1954 — Знакомьтесь: Корлисс Арчер[англ.] / Meet Corliss Archer — Джанет Арчер (в 39 эпизодах)